# おさるのもんきち
おさるのもんきち（ラテン文字表記：OSARU NO MONKICHI）は、日本のサンリオによるキャラクター。
1991年にキャラクター開発。1992年5月からグッズを販売開始。

## キャラクター
しっぽがゼンマイのようにクルクル巻きになっているのが特徴である。また、口（くち）が描かれていない。バナナが大好物。
おやまのもんきち（もんきち）
声 - 渡辺久美子
日本の田舎の山に住んでいるサルの男の子で、駄洒落センスの良いパパとバナナ料理が上手いママと一緒に住んでいる。誕生日は1月13日で今住んでいるとこにある低山の頂上で生まれた。性格はお調子者で基本的に楽天的だがチャレンジ精神が旺盛なほか、こだわり派な側面もあり、おしゃれにもこだわっている。バナナの早食いが得意で1分間に10本食べることが出来るまた、「くださる」や「きかざる」のように「さる」または「ざる」にひっかけた駄洒落をいつも考えているように駄洒落が好きで口癖はござる。将来の夢は詩人。
ももちゃん
頭に赤いリボンを付けたサルの女の子でみんなのアイドル。
うーくん
のんびり屋なサルの男の子。ほっぺたに渦巻がある。
大吉
自分をハンサムだと思い込んでいるサルの男の子。眉があり太い。
もんすけ
能天気でおっちょこちょいなサルの男の子。
ちえお
渦巻メガネをかけたサルの男の子。天才で超能力者。
もんた
ちょっぴりクールでいたずら好きなサルの男の子。

## 書籍
- 「おさるのもんきち 頭脳クイズ」 サンリオ、1993年1月 ISBN 4387922982
- 「おさるのもんきち超・絵解きクイズ」 サンリオ、1993年8月 ISBN 4387930500
- 「おさるのもんきち だれでもおれる おりがみ」 サンリオ、1994年4月 ISBN 438793283X
- 「おさるのもんきちのまちがいさがし」 サンリオ、1994年5月 ISBN　4387940298
- 「おさるのもんきちのなぞなぞ140」 サンリオ、1994年6月1日 ISBN　4387940506
- 「おさるのもんきち しりとりあそび」 サンリオ、1995年8月 ISBN　4387950285

## 映像化

### オリジナルビデオ
『サンリオ世界名作劇場』シリーズ
- 『おさるのもんきちの金の斧 銀の斧』 サンリオ、2010年3月16日 DVD（V-1656 ISBN 4-387-06043-3 ） - 『キティ・ダニエルの「白鳥の王子」』とのカップリング。

## シングル
- 『サンリオキャラクター目覚ましCD ハローキティのおはよう!みんな』（1994年、サンリオ V-2616 ISBN 4-387-94071-9）
全9曲。当CDシングルの7曲目に「おさるのもんきち」のタイトルで収録。楽曲ではなく、もんきちが演じるドラマCDのような内容である。担当声優である渡辺久美子が演じている。

## サンリオキャラクター大賞の順位
『いちご新聞』の読者投票企画「サンリオキャラクター大賞」で、第8回（1993年）において4位を受賞し歴代最高である。
2013年サンリオキャラクター大賞30位。2013年サンリオキャラクター大賞の特別企画である「これやります宣言」で、「15位以内ならバナナの早食い大会を開催する」と宣言していたが、ランクインを逃し実現とはならなかった。近年は35位前後と低下傾向である。
2020年は、コロナ関連によるサンリオショップの臨時休業が相次ぎ、思うようにサンリオショップ店頭からの投票（チップde投票）が出来なかったため、サンリオキャラクター大賞終了後の6月12日から30日にかけて、スピンアウト企画の 「チップde投票リターンズ」がサンリオショップ各店舗で開催され、サンリオショップのひとつのハーモニーランドにおいての結果は「おさるのもんきち」は53位であった（この回の票は、公式にはサンリオキャラクター大賞本戦の結果には反映されない）。
また、いちご新聞オリジナル企画で2016年より「サブキャラコンテスト」が開催されている。第1回（2016年）の「サブキャラコンテスト」では「ももちゃん」が32位、「ちえお」が40位にランクインされた。第2回（2017年）の「サブキャラコンテスト」では「もんた」が27位タイにランクインされた。第3回（2018年）はノミネートなしであった。第4回（2019年）は第1回（2016年）〜第3回（2018年）までの上位20キャラクター同士の決戦コンテストで、「おさるのもんきち」のサブキャラは上位20キャラクターに該当しなかったため、ノミネートなしであった。仕切り直しとなる第5回（2020年）の「サブキャラコンテスト」では「ももちゃん」が47位にランクインされた。
- 2025年サンリオキャラクター大賞43位
- 2024年サンリオキャラクター大賞43位
- 2023年サンリオキャラクター大賞38位
- 2022年サンリオキャラクター大賞38位
- 2021年サンリオキャラクター大賞41位
- 2020年サンリオキャラクター大賞33位（いちご新聞ランキング40位[16]）。
- 2019年サンリオキャラクター大賞37位（いちご新聞ランキング36位[17]）。
- 2018年サンリオキャラクター大賞38位（いちご新聞ランキング50位[18]）。
- 2017年サンリオキャラクター大賞31位（いちご新聞ランキング37位[19]）。
- 2016年サンリオキャラクター大賞31位（いちご新聞ランキング39位[20]） ／ なでる投票28位[21]。
- 2015年サンリオキャラクター大賞37位[22]（いちご新聞ランキング42位[23]）。
- 2014年サンリオキャラクター大賞20位圏外[24][25][注釈 1]（いちご新聞ランキング42位[27]）。
- 2013年サンリオキャラクター大賞30位。
- 2012年サンリオキャラクター大賞22位[28]。
- 2011年サンリオキャラクター大賞25位[29]。
- 2010年サンリオキャラクター大賞14位[30]。
- 2003年〜2009年サンリオキャラクター大賞10位圏外。
- 2002年サンリオキャラクター大賞11位。
- 1997年〜2001年サンリオキャラクター大賞10位圏外[2]。
- 1996年サンリオキャラクター大賞9位。
- 1995年サンリオキャラクター大賞10位。
- 1994年サンリオキャラクター大賞7位。
- 1993年サンリオキャラクター大賞4位。

## その他
- もんきちの声は声優の渡辺久美子が演じている。
- 『いちご新聞』でおさるのもんきちが初めて表紙を飾ったのは、1993年8月号（306号）である[31][1]。また、いちご新聞を綴じるのに用いる1994年版のいちご新聞ファイルの表紙を飾っている[1]。
- 1993年7月、不二ラテックスがコンビニエンスストア向けにおさるのもんきちとハンギョドンのコンドームを発売した[32]。
- サンリオが1996年2月16日に発売した「サンリオタイニーパーク」というWindows/Macintosh用エデュテインメントソフトに、おさるのもんきちのコンテンツである「おさるのもんきちのおとまねなさる」と称する記憶ゲームが収録されている[33]。また後日発売された「サンリオ タイニーパークvol.3」に「おさるのもんきちのこうじちゅうでござる」が、「サンリオタイニーパークvol.4」に「おさるのもんきちのあててみなさる」が収録されている。
- 過去にサンリオピューロランドのパレード[注釈 2]やアトラクション[注釈 3]に出演しており[34]、近年でも不定期に当園のイベントやキャラクターグリーディングに登場する場合がある[35][7]。また、同館およびハーモニーランドのアトラクションの「サンリオキャラクターボートライド」におさるのもんきちのオブジェが設置されているゾーンがある[7]。
- 第一勧業銀行（現・みずほ銀行）のイメージキャラクターとして起用されていた。おさるのもんきちがデザインされたキャッシュカードも発行されていた[36]。
- エクサムが発売するキッズ向けトレーディングカードアーケードゲームであるハローキティとまほうのエプロン 〜サンリオキャラクター大集合!〜の第3弾〜レッツ!ハンバーガークッキング〜』に登場するキャラクターのひとつとして「おさるのもんきち」が起用された[37]。
- 2020年5月26日、ユートレジャーからおさるのもんきちの高額なプラチナ950製ネックレスが発売された[38]。